# Paralcis alterata
Paralcis alterata là một loài bướm đêm trong họ Geometridae.